# Императивный мандат
Императивный мандат — ограничение в действиях выборного должностного лица какими-либо условиями, при нарушении которых он может быть отозван. К примеру, депутат может быть ограничен требованием безусловного исполнения наказов избирателей или запретом на выход из фракции, если он был избран по партийным спискам от избирательного объединения, партии или блока, образовавшего эту фракцию. При императивном мандате предусмотрена процедура отзыва депутата, не исполнившего этих требований. Она может представлять собой открытое голосование на собрании избирателей (СССР, Венгерская Народная Республика, Чехословакия), тайным голосованием избирателей по той же процедуре, что и выборы (Польская Народная Республика, Социалистическая Республика Румыния, СФРЮ), самим представительным органом по ходатайству избирателей (ГДР).
В. Ф. Коток выделял три основные правоприменительные практики, составляющие императивный мандат:
- наказы избирателей;
- периодичную отчетность депутата перед избирателями по осуществлению принятых наказов;
- право избирателей на досрочный отзыв депутата, не оправдавшего доверие.

## В истории
Несмотря на то, что есть сведения применении права отзыва депутатов в средневековье, своё формирование концепция императивного мандата начала в эпоху Просвещения. В эту эпоху Жан-Жак Руссо отстаивал необходимость строгого подчинения депутата избирателям.
Императивный мандат применялся во Франции при выборах депутатов Генеральных штатов (см. Наказы). Развитие Французской революции привело к отмене императивного мандата и провозглашению Генеральных штатов не собранием депутатов от отдельных избирательных округов, а собранием представителей всей французской нации, тем самым Генеральные штаты были преобразованы в Национальное собрание.
В годы Первой русской революции различные большевистские деятели стали развивать концепцию императивного мандата, преобразовав её согласно требованиям той действительности. В качестве примера реализации этой концепции стоит привести в пример выдвинутый Тверским комитетом РСДРП «Проект Устава Стачечного комитета и Совета рабочих депутатов». Согласно этому Уставу, была гарантирована отчётность депутата своим избирателям. Этот Устав обязывал провести новые выборы в случае, если депутат не оправдывает доверия избирателей.
Ввиду того, что, на концепции императивного мандата в раннем советском обществе ставили акцент важнейшие партийные деятели, она получила своё дальнейшее развитие. Своё непосредственное развитие концепция императивного мандата получила в трудах П. И. Стучки, С. М. Бродович, а также Д. А. Магеровского, в которых они дополняли первоначальную идею конкретными постулатами, такими как короткие сроки переизбрания Советов (П. И. Стучка); короткий срок действия мандата депутата, постоянные отчеты депутатов перед избирателями, работа депутатов на неосвобожденной основе (С. М. Бродович); отмена большинства цензов и, производственный принцип проведения выборов (Д. А. Магеровский).
В XX веке императивный мандат был тесно связан с социалистическими идеями. Он присутствовал в избирательном праве всех социалистических стран и поддерживался оппозиционными левыми политиками в капиталистических странах, например, немецкими «новыми левыми» Руди Дучке.
Сейчас в большинстве стран мира императивный мандат отсутствует, декларируется, что депутат руководствуется только совестью и своими внутренними убеждениями, а процедура отзыва депутата отсутствует. К примеру, данный принцип отсутствует в Народном собрании Абхазии и Конгрессе депутатов Испании.
Кроме того, использование императивного мандата невозможно при пропорциональной избирательной системе: избиратели голосуют по партийным спискам, поэтому связать какого-то одного депутата личной ответственностью не представляется возможным.

## Современное применение
Сегодня в законодательстве зарубежных стран отзыв выборных лиц избирателями — большая редкость, особенно это касается высших органов власти. В Австрийской Республике на основании ч. 6 ст. 60 Конституции Президент может быть отстранен от должности на основании народного голосования. В США «приблизительно семнадцать штатов и округ Колумбия имеют в своем законодательстве положения, действующие в пределах штата, об отзыве официальных должностных лиц, занимающих определенные посты». Например, согласно § 19-201 Титула 19 Свода законов штата Аризона, любое лицо, занимающее выборную публичную должность, может быть отозвано избирателями.
Императивный мандат также продолжает применяться в КНР, Северной Корее и на Кубе. С недавнего времени используется на территории Федерации Северной Сирии.
В докладе № 488/2008 «Об императивном мандате и аналогичной практике» Венецианской комиссии ЕС практики императивного мандата называются несовместимыми с демократией в рамках либерального и демократического мышления.

## Россия
Конституция РФ и федеральное законодательство не предусматривают отзыв Президента РФ и депутатов Государственной Думы.
Депутат регионального парламента не может быть лишен мандата за выход из партии, от которой избран, согласно правовой позиции Конституционного суда.
В Новосибирской области в 2003 году был принят закон «О наказах и обращениях избирателей к депутатам и представительным законодательным органам». Похожие практики используются и в других регионах России со стороны кандидатов в депутаты на добровольной основе.

### Институт отзыва высшего должностного лица субъекта
Отзыв высшего должностного лица субъекта РФ был при сборе не менее 25 % подписей жителей субъекта Федерации. Для осуществления отзыва необходимо набрать на референдуме не менее 50 % голосов избирателей, зарегистрировавшихся в регионе.
Новым Федеральным законом от 21.12.2021 N 414-ФЗ «Об общих принципах организации публичной власти в субъектах Российской Федерации» институт отзыва не предусмотрен. В субъектах Российской Федерации начали признавать утратившими силу специализированные законы, регулирующие институт отзыва высшего должностного лица субъекта, в связи с исключением из федерального законодательства рассматриваемого института.

### Законодательство СССР
- ЗАКОН СССР ОТ 30.10.1959 О ПОРЯДКЕ ОТЗЫВА ДЕПУТАТА ВЕРХОВНОГО СОВЕТА СССР
- Закон СССР от 3 июня 1991 года N 2220-1 О ПОРЯДКЕ ОТЗЫВА НАРОДНОГО ДЕПУТАТА СССР

### Законодательство РСФСР
- Закон РСФСР от 27 октября 1960 года «О порядке отзыва депутата местного Совета народных депутатов РСФСР»
- Закон РСФСР от 26 ноября 1959 года «О порядке отзыва депутата Верховного Совета РСФСР»
- Закон РСФСР от 15 мая 1991 года «О порядке отзыва народного депутата РСФСР»

#### Законопроекты
- Проект Закона Российской Федерации от 5 июня 1992 года «Об основах избирательного процесса»: статья 36 «Система отзыва лиц находящихся на выборных должностях»
- Проекты федеральных законов от 31 мая 2000 года (недоступная ссылка) и 25 апреля 2001 года (недоступная ссылка) «Об отзыве депутата Государственной Думы Федерального Собрания Российской Федерации»
- Проект федерального закона от 18 октября 2001 года «Об отзыве депутата Государственной Думы Федерального Собрания Российской Федерации, избранного по одномандатному избирательному округу» (недоступная ссылка)

### В других странах
- (укр.) Закон Украины от 2 ноября 1995 года «Об отзыве народного депутата Украины» (недоступная ссылка) (отменён в 2001 году)
- (англ.) Проект поправки к Конституции США, вводящий институт отзыва депутатов Конгресса